# MG 81
A MG 81 é uma metralhadora alemã de 7,92×57mm Mauser alimentada por fita que foi usada em instalações flexíveis em aeronaves da Luftwaffe da Segunda Guerra Mundial, em cuja capacidade substituiu a antiga MG 15 alimentada por carregador de tambor.
A MG 81 foi desenvolvida pela Mauser como uma derivada de sua bem-sucedida metralhadora de uso geral MG 34. O foco do desenvolvimento foi reduzir o custo e o tempo de produção e otimizar a metralhadora para uso em aeronaves. Desenvolvida em 1938/1939, esteve em produção de 1940 a 1945.

## Variantes
Uma MG 81Z especial de montagem dupla (o sufixo Z significa Zwilling, que significa "gêmeo") foi introduzida em 1942. Ela emparelhava duas das armas em uma montagem para fornecer ainda mais poder de fogo com uma cadência de tiro cíclica máxima de 3.200 tiros por minuto sem exigir muito mais espaço do que uma metralhadora padrão. Perto do fim da guerra, muitos espécimes foram entregues ao exército e equipados para uso em batalhas terrestres com apoio de ombro e bipé.

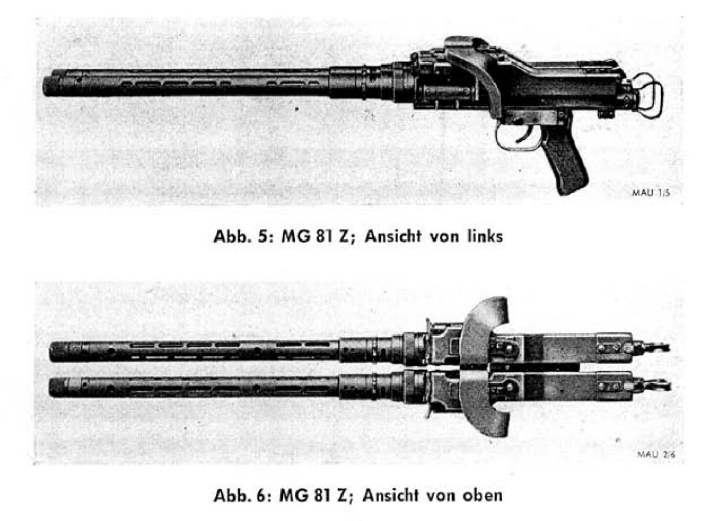
Uma metralhadora aérea alemã MG 81 Z de montagem dupla - vista do manual da Luftwaffe, 1944.

Após a entrada da Alemanha Ocidental na OTAN em maio de 1955, a Mauser ofereceu a MG 81 com câmara para 7,62×51mm NATO. A MG 81Z de cano duplo foi comercializada para montagem fixa em helicóptero com poder de fogo teórico de 6.800–7.000 tiros por minuto para uma MG 81Z montada em cada lado do helicóptero. A MG 81 também foi comercializada para uso de infantaria com bipé, coronha de madeira e cadência de tiro reduzida de 1.200 tiros por minuto.

## Aplicações
A MG 81Z foi encontrada em muitas instalações exclusivas em aeronaves de combate da Luftwaffe, como um par de MG 81Z (para um total de quatro armas) instalado no cone de cauda oco do Dornier Do 217 K-2. Designada R19 (R para Rüstsatz) como um kit de conversão/aprimoramento de campo projetado pela fábrica, ela permitia que o piloto do Do 217 atirasse em perseguidores.
Outra aplicação foi o Gießkanne (regador), um recipiente montado externamente com três pares de armas, totalizando seis armas e suas munições. Capaz de disparar a uma cadência cíclica de 9.000 tiros por minuto, ele era acoplado ao Junkers Ju 87 ou Ju 88 em uma montagem sob as asas e usado para metralhar alvos terrestres.

## Especificações
MG 81
- Peso: 6,5 kg
- Comprimento: 915 mm (965 mm com quebra-chamas)
- Velocidade de saída: 705 m/s (munição sS), 755 m/s, 785 m/s ou 790 m/s, dependendo do tipo de munição
- Cadência de tiro: 1.400–1.600 tpm (munição sS)
- Cadência de tiro: 1.700–1.800 tpm[4]
- Cadência de tiro: 800 tpm (montagem coaxial)[4]

MG 81Z
- Peso: 12,9 kg
- Comprimento: 915 mm (965 mm com quebra-chamas)
- Velocidade de saída: 705 m/s (munição sS), 755 m/s, 785 m/s or 790 m/s, dependendo do tipo de munição
- Cadência de tiro: 2.800–3.200 tpm (munição sS)
- Cadência de tiro: 3.400–3.600 tpm[4]